# Arabia Deserta

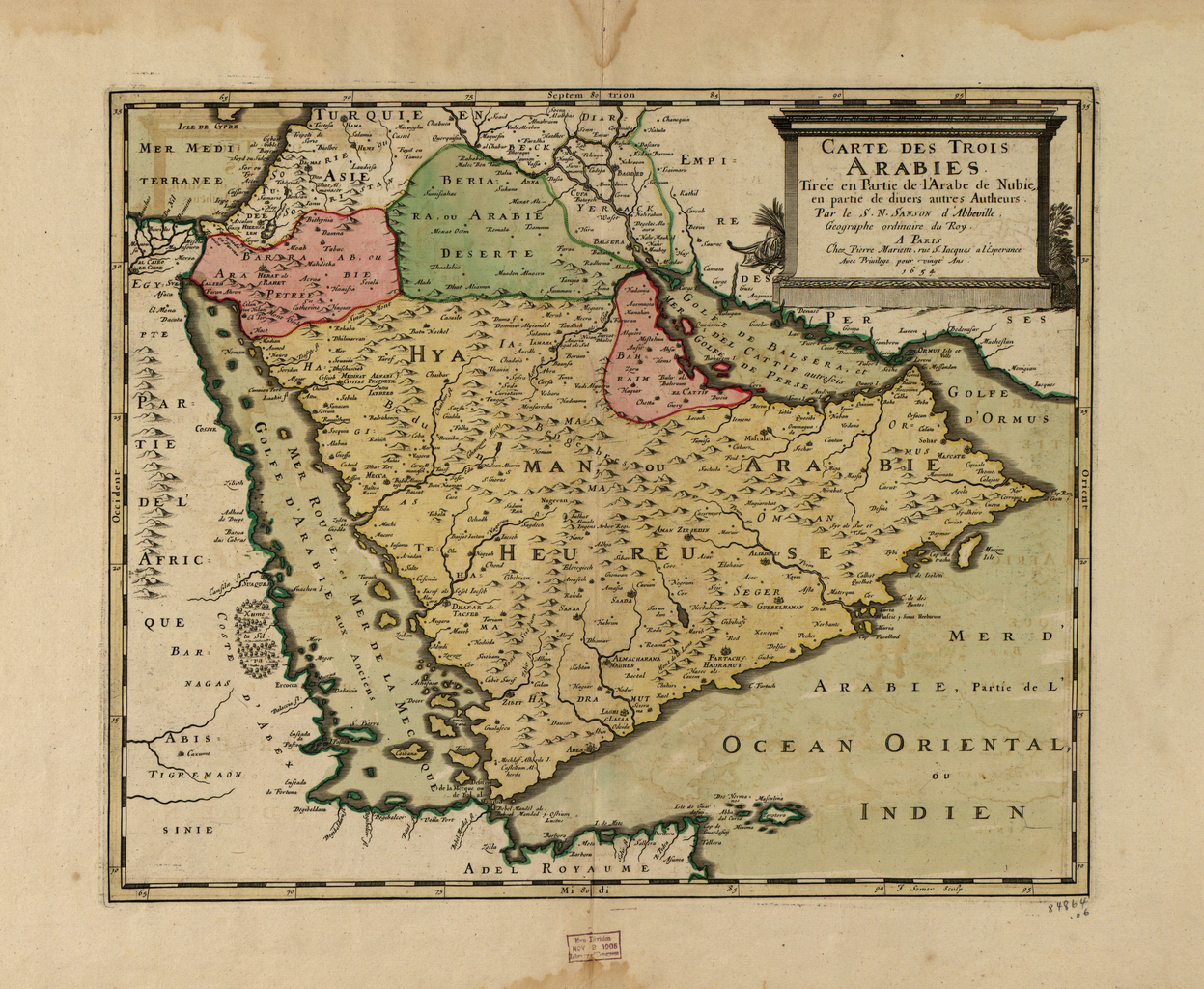
"Mapa de las Tres Arabias: extraído en parte del Árabe de Nubia, y por otra parte, de otros varios autores". Nicolas Sanson, 1654

Arabia Desierta (en latín: Arabia Deserta) era la antigua denominación del interior desértico de la península arábiga. En la Antigüedad estaba poblada por tribus nómadas que a menudo invadían tierras más ricas, como la Mesopotamia y Arabia Felix.
Arabia Deserta era una de las tres regiones en que los romanos subdividían la península arábiga, siendo las otras dos Arabia Felix y Arabia Petraea. El nombre siguió en uso hasta inicios del siglo XX, y fue utilizado por Charles M. Doughty en su obra Travels in Arabia Deserta (1888).